# Камнишка Бистрица (Камник)
Камнишка Бистрица (словен. Kamniška Bistrica) је насељено место у општини Камник, Средњесловенска регија, Словенија.

## Историја
До територијалне реорганизације у Словенији била је у саставу старе општине Камник.

## Становништво
У попису становништва из 2011. године, Камнишка Бистрица је имала 23 становника.
| Број становника према пописима | Број становника према пописима | Број становника према пописима |
| ------------------------------ | ------------------------------ | ------------------------------ |
| 1991                           | 2002                           | 2011                           |
| 14                             | 18                             | 23                             |

## Галерија
- долина реке Камнишке Бистрице